# 阳西县
阳西县为中国广东省辖县，现由阳江市代管。位于广东省西南部，东接阳江市，北接阳春县，西接茂名市电白区。縣人民政府駐织篢镇廣場路。

## 名称由来
阳西县因在漠阳江以西而得名。

## 经济
2011年，阳西生产总值为102.55亿元，人均生产总值22438元，地方公共财政预算收入2.86亿元。

## 历史沿革
春秋战国时阳西为百越之地。
秦始皇三十三年（公元前214年）后为南海郡地。
汉武帝元鼎六年（公元前111年）为合浦郡高凉县地。
三国时期为广化县，属高兴郡管辖。
南北朝时期，宋文帝元嘉九年（公元432年），阳西独立为宋康郡。
隋初，废郡为县，阳西称杜原县。
唐武德五年，改为杜陵县。
宋太祖开宝五年，废杜陵县并入南恩州（即阳江），明、清两朝沿宋制。

### 中華人民共和國時期
1951年属阳江县6、7、10区。
1953年属阳江县12至18区。
1988年，撤销阳江县，设立阳江市，分阳江县为阳西县（驻织篢镇）、江城区、阳东区。

## 行政区划
阳西县下辖8个镇：
织篢镇、程村镇、塘口镇、上洋镇、溪头镇、沙扒镇、儒洞镇、新圩镇和阳江林场儒洞分场。

## 人口
2021年，陽西縣户籍總人口55.79萬人，其中城鎮人口19.61萬人，鄉村人口36.18萬人。常住人口43.66萬人，其中居住在城鎮的人口19.46萬人，居住在鄉村的人口24.19萬人。

## 交通
- 沈海高速、 228国道过境。
- 陽西站：深湛鐵路

## 风景名胜
- 大垌山净业寺

## 特产
程村蚝：中国地理标志产品。